# Aridius nodifer
Aridius nodifer là một loài bọ cánh cứng trong họ Latridiidae. Loài này được Westwood miêu tả khoa học năm 1839.